# Naked (SOULHEADのアルバム)
『Naked』（ネイキッド）は、2006年3月8日に発売された日本の歌手・SOULHEADの3枚目のオリジナルアルバムである。発売元はソニー・ミュージックアソシエイテッドレコーズ。

## 解説
- オリジナルアルバムでは2008年1月30日に発売された『BRAIDED』以来約11ヶ月振りとなる。「CD」「CD＋DVD」2形態でのリリース。
- DVD付きは、初回限定である。
- DVDは、「ミュージックビデオ集」となっている

## 収録内容

### CD
1. BIRTH-intro-
2. Fiesta
3. One more time
4. SPARKLE☆TRAIN
5. BREATH-interlude-
6. 夢の中
7. meaning
8. ONE LOVE-skit-
9. ANATA
10. TOUCH-interlude-
11. SOULHEAD is BACK
12. Don't U Think?
13. XXX feat.KODA KUMI
倖田來未とのコラボ曲で、「D.D.D.」と対になる曲
14. WHACHAGONADO?
15. Got To Leave
16. Pray
17. NATURE-interlude-
18. FURUSATO

### DVD1
- MUSIC VIDEO

1. Fiesta
2. SPARKLE☆TRAIN
3. Pray
4. XXX feat.KODA KUMI
5. FURUSATO